# Tunnbinderiet i Knobesholm
Tunnbinderiet i Knobesholm är ett arbetslivsmuseum i Asige i Falkenbergs kommun.
Till Knobesholms säteri fanns en industri med kvarn, såg och tillverkning av drittlar (smörtunnor), vilka gjordes av bokträ, som inte gav smöret smak. Kraften till tunnbinderiet kom från forsen intill och överfördes via en grov axel under golvet till remmar, som drev maskinerna. Som mest tillverkades 15 000 tunnor om året och arbetsstyrkan uppgick till ett dussintal man. Produktionen lades ner år 1952. Museet sköts av Asige hembygdsförening, som några gånger om året visar hur tillverkningen gick till.

## Galleri

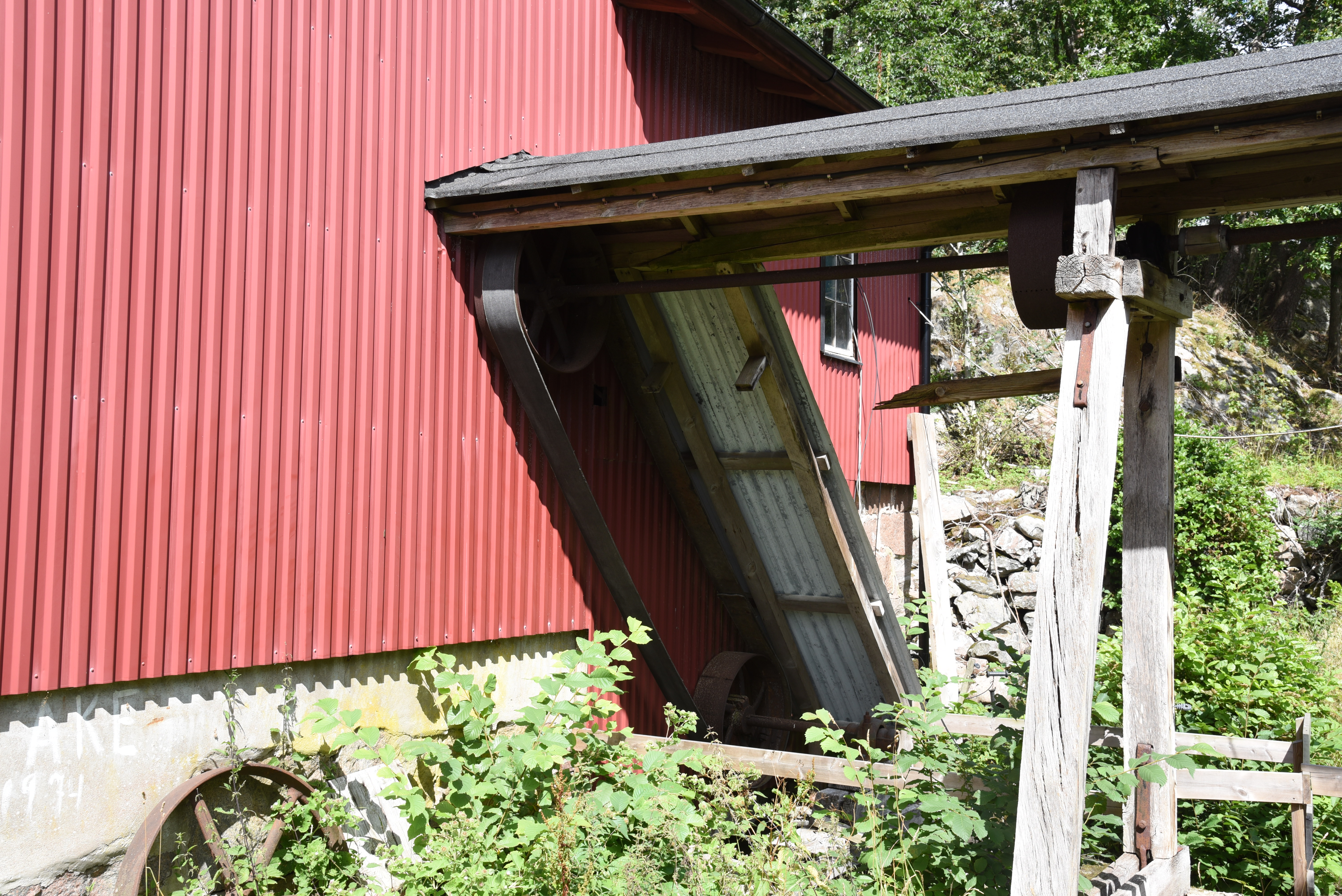
Axel för kraftöverföring.
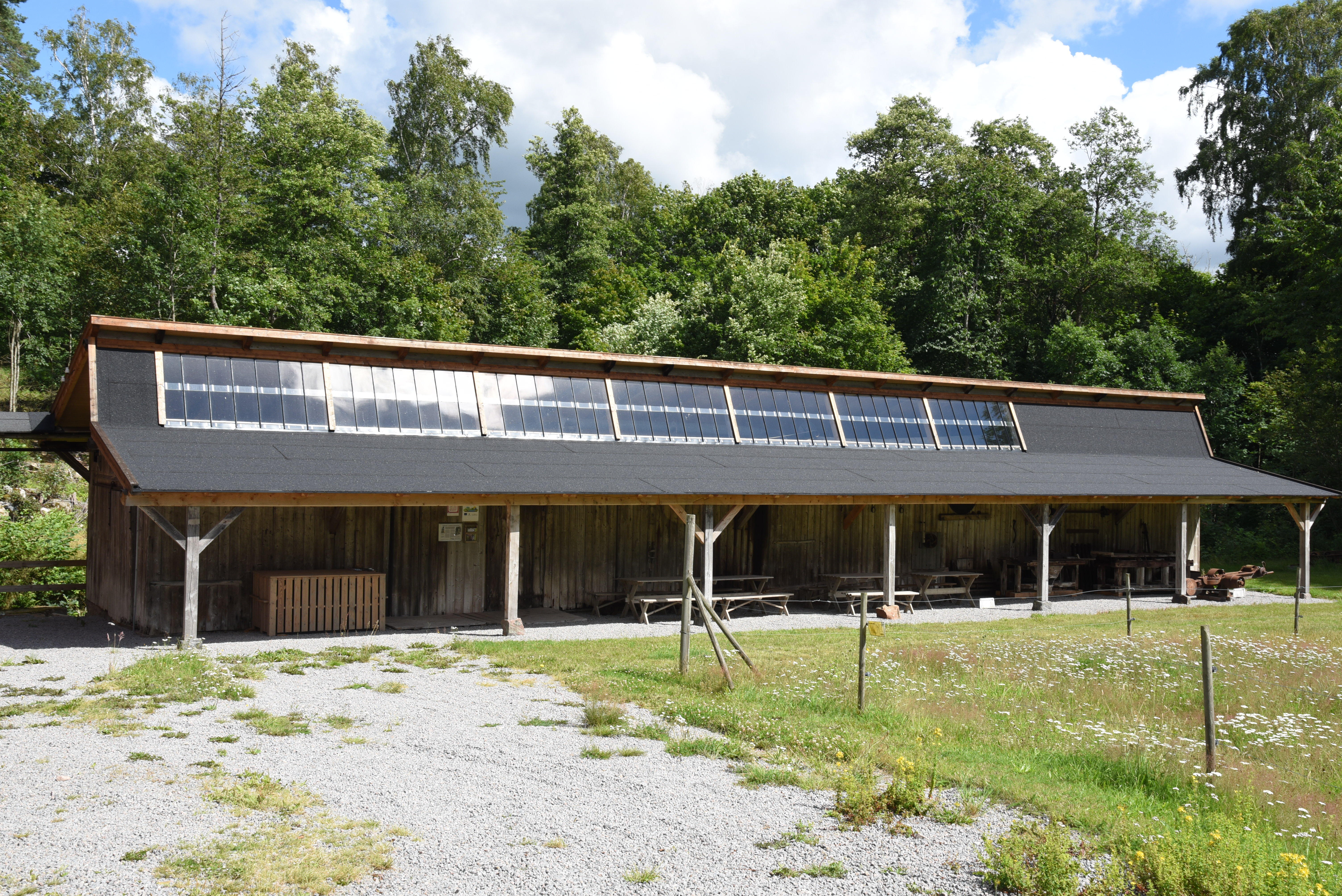
Tunnbinderiet.
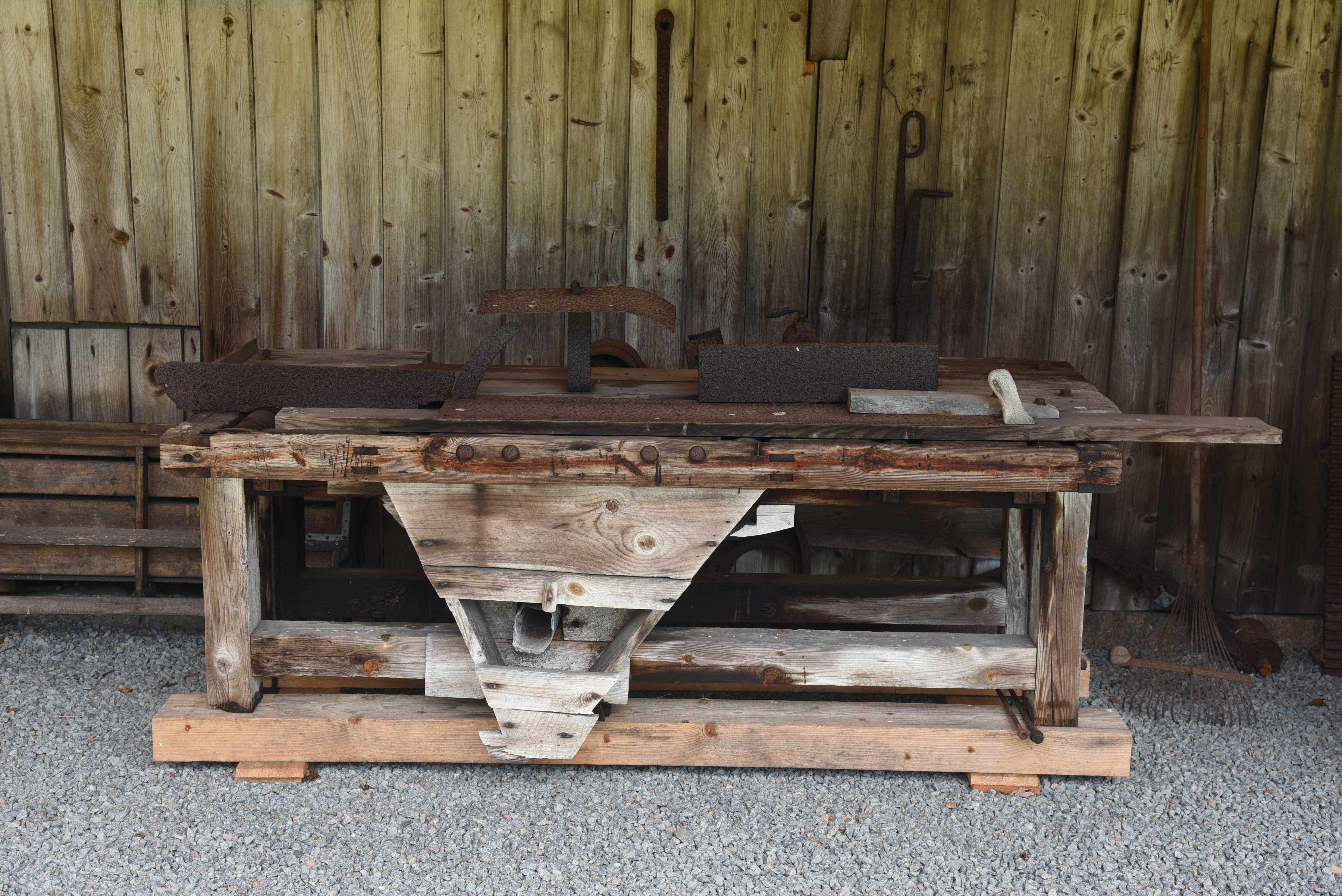
Maskin vid tunnbinderiet.
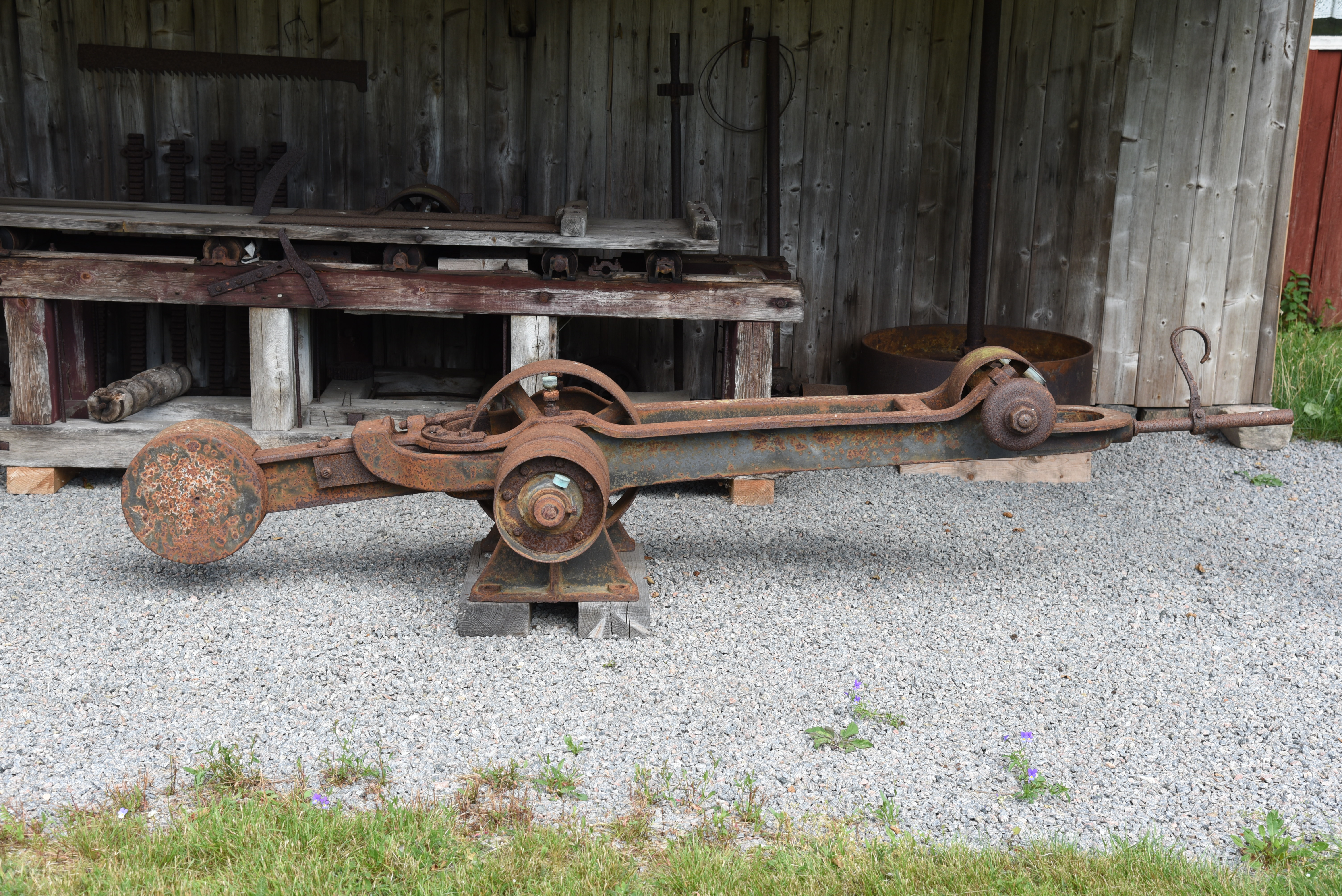
Maskin vid tunnbinderiet.